# Svetovno prvenstvo v nogometu 1978
Svetovno prvenstvo v nogometu 1978, ki ga je med 1. in 25. julijem 1978 gostila Argentina, je bilo enajsto Svetovno prvenstvo v nogometu. Svoj prvi naslov svetovnega prvaka je osvojila domača argentinska nogometna reprezentanca, drugo mesto je osvojila brazilska, tretje pa italijanska.

## Prizorišča
| Buenos Aires, Federal District       | Buenos Aires, Federal District                 | Córdoba City, Córdoba                          |
| ------------------------------------ | ---------------------------------------------- | ---------------------------------------------- |
| Estadio Monumental                   | José Amalfitani Stadium                        | Estadio Chateau Carreras                       |
| Kapaciteta: 74.624                   | Kapaciteta: 49.318                             | Kapaciteta: 46.986                             |
|                                      |                                                |                                                |
| Mar del Plata, Buenos Aires Province | Buenos AiresCórdobaMar del PlataRosarioMendoza | Buenos AiresCórdobaMar del PlataRosarioMendoza |
| Estadio José María Minella           | Buenos AiresCórdobaMar del PlataRosarioMendoza | Buenos AiresCórdobaMar del PlataRosarioMendoza |
| Kapaciteta: 43.542                   | Buenos AiresCórdobaMar del PlataRosarioMendoza | Buenos AiresCórdobaMar del PlataRosarioMendoza |
|                                      | Buenos AiresCórdobaMar del PlataRosarioMendoza | Buenos AiresCórdobaMar del PlataRosarioMendoza |
| Rosario, Santa Fe                    | Buenos AiresCórdobaMar del PlataRosarioMendoza | Buenos AiresCórdobaMar del PlataRosarioMendoza |
| Estadio Gigante de Arroyito          | Buenos AiresCórdobaMar del PlataRosarioMendoza | Buenos AiresCórdobaMar del PlataRosarioMendoza |
| Kapaciteta: 45.645                   | Buenos AiresCórdobaMar del PlataRosarioMendoza | Buenos AiresCórdobaMar del PlataRosarioMendoza |
|                                      | Buenos AiresCórdobaMar del PlataRosarioMendoza | Buenos AiresCórdobaMar del PlataRosarioMendoza |
| Mendoza City, Mendoza                | Stadioni v Buenos AiresuMonumentalAmalfitani   | Stadioni v Buenos AiresuMonumentalAmalfitani   |
| Estadio Ciudad de Mendoza            | Stadioni v Buenos AiresuMonumentalAmalfitani   | Stadioni v Buenos AiresuMonumentalAmalfitani   |
| Kapaciteta: 34.954                   | Stadioni v Buenos AiresuMonumentalAmalfitani   | Stadioni v Buenos AiresuMonumentalAmalfitani   |
|                                      | Stadioni v Buenos AiresuMonumentalAmalfitani   | Stadioni v Buenos AiresuMonumentalAmalfitani   |

## Rezultati

### Prvi krog

#### 1. skupina
| Reprezentanca | OT | Z | N | P | DG | PG | GR | TOČ |
| ------------- | -- | - | - | - | -- | -- | -- | --- |
| Italija       | 3  | 3 | 0 | 0 | 6  | 2  | +4 | 6   |
| Argentina     | 3  | 2 | 0 | 1 | 4  | 3  | +1 | 4   |
| Francija      | 3  | 1 | 0 | 2 | 5  | 5  | 0  | 2   |
| Madžarska     | 3  | 0 | 0 | 3 | 3  | 8  | −5 | 0   |

| 2. junij 1978 13:45 | Italija                  | 2 – 1      | Francija   | Stadion: Estadio José María Minella, Mar del Plata Gledalcev: 38.100 Sodnik: Nicolae Rainea |
| 2. junij 1978 13:45 | Rossi 29' Zaccarelli 54' | (Poročilo) | Lacombe 1' | Stadion: Estadio José María Minella, Mar del Plata Gledalcev: 38.100 Sodnik: Nicolae Rainea |

| 2. junij 1978 19:15 | Argentina             | 2 – 1      | Madžarska | Stadion: Estadio Monumental, Buenos Aires Gledalcev: 71.615 Sodnik: Antonio Garrido |
| 2. junij 1978 19:15 | Luque 14' Bertoni 83' | (Poročilo) | Csapó 9'  | Stadion: Estadio Monumental, Buenos Aires Gledalcev: 71.615 Sodnik: Antonio Garrido |

| 6. junij 1978 13:45 | Italija                           | 3 – 1      | Madžarska          | Stadion: Estadio José María Minella, Mar del Plata Gledalcev: 26.533 Sodnik: Ramón Barreto |
| 6. junij 1978 13:45 | Rossi 34' Bettega 35' Benetti 61' | (Poročilo) | A. Tóth 81' (pen.) | Stadion: Estadio José María Minella, Mar del Plata Gledalcev: 26.533 Sodnik: Ramón Barreto |

| 6. junij 1978 19:15 | Argentina                       | 2 – 1      | Francija    | Stadion: Estadio Monumental, Buenos Aires Gledalcev: 71.666 Sodnik: Jean Dubach |
| 6. junij 1978 19:15 | Passarella 45' (pen.) Luque 73' | (Poročilo) | Platini 60' | Stadion: Estadio Monumental, Buenos Aires Gledalcev: 71.666 Sodnik: Jean Dubach |

| 10. junij 1978 14:30 | Francija                            | 3 – 1      | Madžarska   | Stadion: Estadio José María Minella, Mar del Plata Gledalcev: 23.127 Sodnik: Arnaldo Cézar Coelho |
| 10. junij 1978 14:30 | Lopez 23' Berdoll 38' Rocheteau 42' | (Poročilo) | Zombori 41' | Stadion: Estadio José María Minella, Mar del Plata Gledalcev: 23.127 Sodnik: Arnaldo Cézar Coelho |

| 10. junij 1978 19:15 | Argentina | 0 – 1      | Italija     | Stadion: Estadio Monumental, Buenos Aires Gledalcev: 71.712 Sodnik: Abraham Klein |
| 10. junij 1978 19:15 |           | (Poročilo) | Bettega 67' | Stadion: Estadio Monumental, Buenos Aires Gledalcev: 71.712 Sodnik: Abraham Klein |

#### 2. skupina
| Reprezentanca   | OT | Z | N | P | DG | PG | GR  | TOČ |
| --------------- | -- | - | - | - | -- | -- | --- | --- |
| Poljska         | 3  | 2 | 1 | 0 | 4  | 1  | +3  | 5   |
| Zahodna Nemčija | 3  | 1 | 2 | 0 | 6  | 0  | +6  | 4   |
| Tunizija        | 3  | 1 | 1 | 1 | 3  | 2  | +1  | 3   |
| Mehika          | 3  | 0 | 0 | 3 | 2  | 12 | −10 | 0   |

| 1. junij 1978 15:00 | Zahodna Nemčija | 0 – 0 | Poljska | Stadion: Estadio Monumental, Buenos Aires Gledalcev: 67.579 Sodnik: Ángel Norberto Coerezza |
| 1. junij 1978 15:00 | (Poročilo)      |       |         | Stadion: Estadio Monumental, Buenos Aires Gledalcev: 67.579 Sodnik: Ángel Norberto Coerezza |

| 2. junij 1978 16:45 | Tunizija                           | 3 – 1      | Mehika                   | Stadion: Estadio Gigante de Arroyito, Rosario Gledalcev: 17.396 Sodnik: John Gordon |
| 2. junij 1978 16:45 | Kaabi 55' Ghommidh 80' Dhouieb 86' | (Poročilo) | Vázquez Ayala 45' (pen.) | Stadion: Estadio Gigante de Arroyito, Rosario Gledalcev: 17.396 Sodnik: John Gordon |

| 6. junij 1978 16:45 | Zahodna Nemčija                                                | 6 – 0      | Mehika | Stadion: Estadio Chateau Carreras, Córdoba Gledalcev: 35.258 Sodnik: Farouk Bouzo |
| 6. junij 1978 16:45 | D. Müller 14' H. Müller 29' Rummenigge 38', 71' Flohe 44', 89' | (Poročilo) |        | Stadion: Estadio Chateau Carreras, Córdoba Gledalcev: 35.258 Sodnik: Farouk Bouzo |

| 6. junij 1978 16:45 | Poljska  | 1 – 0      | Tunizija | Stadion: Estadio Gigante de Arroyito, Rosario Gledalcev: 9.624 Sodnik: Ángel Franco Martínez |
| 6. junij 1978 16:45 | Lato 42' | (Poročilo) |          | Stadion: Estadio Gigante de Arroyito, Rosario Gledalcev: 9.624 Sodnik: Ángel Franco Martínez |

| 10. junij 1978 16:45 | Zahodna Nemčija | 0 – 0 | Tunizija | Stadion: Estadio Olímpico Chateau Carreras, Córdoba Gledalcev: 30.667 Sodnik: César Guerrero Orosco |
| 10. junij 1978 16:45 | (Poročilo)      |       |          | Stadion: Estadio Olímpico Chateau Carreras, Córdoba Gledalcev: 30.667 Sodnik: César Guerrero Orosco |

| 10. junij 1978 16:45 | Poljska                   | 3 – 1      | Mehika     | Stadion: Estadio Gigante de Arroyito, Rosario Gledalcev: 22.651 Sodnik: Jafar Namdar |
| 10. junij 1978 16:45 | Boniek 42', 83' Deyna 56' | (Poročilo) | Rangel 51' | Stadion: Estadio Gigante de Arroyito, Rosario Gledalcev: 22.651 Sodnik: Jafar Namdar |

#### 3. skupina
| Reprezentanca | OT | Z | N | P | DG | PG | GR | TOČ |
| ------------- | -- | - | - | - | -- | -- | -- | --- |
| Avstrija      | 3  | 2 | 0 | 1 | 3  | 2  | +1 | 4   |
| Brazilija     | 3  | 1 | 2 | 0 | 2  | 1  | +1 | 4   |
| Španija       | 3  | 1 | 1 | 1 | 2  | 2  | 0  | 3   |
| Švedska       | 3  | 0 | 1 | 2 | 1  | 3  | −2 | 1   |

| 3. junij 1978 13:45 | Avstrija                 | 2 – 1      | Španija  | Stadion: Estadio José Amalfitani, Buenos Aires Gledalcev: 40.841 Sodnik: Károly Palotai |
| 3. junij 1978 13:45 | Schachner 10' Krankl 79' | (Poročilo) | Dani 21' | Stadion: Estadio José Amalfitani, Buenos Aires Gledalcev: 40.841 Sodnik: Károly Palotai |

| 3. junij 1978 13:45 | Brazilija    | 1 – 1      | Švedska     | Stadion: Estadio José Maria Minella, Mar del Plata Gledalcev: 32.569 Sodnik: Clive Thomas |
| 3. junij 1978 13:45 | Reinaldo 45' | (Poročilo) | Sjöberg 37' | Stadion: Estadio José Maria Minella, Mar del Plata Gledalcev: 32.569 Sodnik: Clive Thomas |

| 7. junij 1978 13:45 | Avstrija          | 1 – 0      | Švedska | Stadion: Estadio José Amalfitani, Buenos Aires Gledalcev: 41.424 Sodnik: Charles Corver |
| 7. junij 1978 13:45 | Krankl 42' (pen.) | (Poročilo) |         | Stadion: Estadio José Amalfitani, Buenos Aires Gledalcev: 41.424 Sodnik: Charles Corver |

| 7. junij 1978 13:45 | Brazilija  | 0 – 0 | Španija | Stadion: Estadio José Maria Minella, Mar del Plata Gledalcev: 34.771 Sodnik: Sergio Gonella |
| 7. junij 1978 13:45 | (Poročilo) |       |         | Stadion: Estadio José Maria Minella, Mar del Plata Gledalcev: 34.771 Sodnik: Sergio Gonella |

| 11. junij 1978 13:45 | Španija    | 1 – 0      | Švedska | Stadion: Estadio José Amalfitani, Buenos Aires Gledalcev: 46.765 Sodnik: Ferdinand Biwersi |
| 11. junij 1978 13:45 | Asensi 75' | (Poročilo) |         | Stadion: Estadio José Amalfitani, Buenos Aires Gledalcev: 46.765 Sodnik: Ferdinand Biwersi |

| 11. junij 1978 13:45 | Brazilija            | 1 – 0      | Avstrija | Stadion: Estadio José Maria Minella, Mar del Plata Gledalcev: 35.221 Sodnik: Robert Wurtz |
| 11. junij 1978 13:45 | Roberto Dinamite 40' | (Poročilo) |          | Stadion: Estadio José Maria Minella, Mar del Plata Gledalcev: 35.221 Sodnik: Robert Wurtz |

#### 4. skupina
| Reprezentanca | OT | Z | N | P | DG | PG | GR | TOČ |
| ------------- | -- | - | - | - | -- | -- | -- | --- |
| Peru          | 3  | 2 | 1 | 0 | 7  | 2  | +5 | 5   |
| Nizozemska    | 3  | 1 | 1 | 1 | 5  | 3  | +2 | 3   |
| Škotska       | 3  | 1 | 1 | 1 | 5  | 6  | −1 | 3   |
| Iran          | 3  | 0 | 1 | 2 | 2  | 8  | −6 | 1   |

| 3. junij 1978 16:45 | Peru                        | 3 – 1      | Škotska    | Stadion: Estadio Chateau Carreras, Córdoba Gledalcev: 37.927 Sodnik: Ulf Eriksson |
| 3. junij 1978 16:45 | Cueto 43' Cubillas 70', 76' | (Poročilo) | Jordan 19' | Stadion: Estadio Chateau Carreras, Córdoba Gledalcev: 37.927 Sodnik: Ulf Eriksson |

| 3. junij 1978 16:45 | Nizozemska                              | 3 – 0      | Iran | Stadion: Estadio Ciudad de Mendoza, Mendoza Gledalcev: 33.431 Sodnik: Alfonso González Archundia |
| 3. junij 1978 16:45 | Rensenbrink 40' (pen.), 62', 78' (pen.) | (Poročilo) |      | Stadion: Estadio Ciudad de Mendoza, Mendoza Gledalcev: 33.431 Sodnik: Alfonso González Archundia |

| 7. junij 1978 16:45 | Škotska              | 1 – 1      | Iran           | Stadion: Estadio Chateau Carreras, Córdoba Gledalcev: 7.938 Sodnik: Youssou N'Diaye |
| 7. junij 1978 16:45 | Eskandarian 43' (AG) | (Poročilo) | Danaeifard 60' | Stadion: Estadio Chateau Carreras, Córdoba Gledalcev: 7.938 Sodnik: Youssou N'Diaye |

| 7. junij 1978 16:45 | Nizozemska | 0 – 0 | Peru | Stadion: Estadio Ciudad de Mendoza, Mendoza Gledalcev: 28.125 Sodnik: Adolf Prokop |
| 7. junij 1978 16:45 | (Poročilo) |       |      | Stadion: Estadio Ciudad de Mendoza, Mendoza Gledalcev: 28.125 Sodnik: Adolf Prokop |

| 11. junij 1978 16:45 | Peru                                              | 4 – 1      | Iran        | Stadion: Estadio Chateau Carreras, Córdoba Gledalcev: 21.262 Sodnik: Alojzy Jarguz |
| 11. junij 1978 16:45 | Velásquez 2' Cubillas 36' (pen.), 39' (pen.), 79' | (Poročilo) | Rowshan 41' | Stadion: Estadio Chateau Carreras, Córdoba Gledalcev: 21.262 Sodnik: Alojzy Jarguz |

| 11. junij 1978 16:45 | Škotska                              | 3 – 2      | Nizozemska                     | Stadion: Estadio Ciudad de Mendoza, Mendoza Gledalcev: 35.130 Sodnik: Erich Linemayr |
| 11. junij 1978 16:45 | Dalglish 44' Gemmill 46' (pen.), 68' | (Poročilo) | Rensenbrink 34' (pen.) Rep 71' | Stadion: Estadio Ciudad de Mendoza, Mendoza Gledalcev: 35.130 Sodnik: Erich Linemayr |

### Drugi krog

#### Skupina A
| Reprezentanca   | OT | Z | N | P | DG | PG | GR | TOČ |
| --------------- | -- | - | - | - | -- | -- | -- | --- |
| Nizozemska      | 3  | 2 | 1 | 0 | 9  | 4  | +5 | 5   |
| Italija         | 3  | 1 | 1 | 1 | 2  | 2  | 0  | 3   |
| Zahodna Nemčija | 3  | 0 | 2 | 1 | 4  | 5  | −1 | 2   |
| Avstrija        | 3  | 1 | 0 | 2 | 4  | 8  | −4 | 2   |

| 14. junij 1978 13:45 | Avstrija      | 1 – 5      | Nizozemska                                                           | Stadion: Estadio Chateau Carreras, Córdoba Gledalcev: 25.050 Sodnik: John Gordon |
| 14. junij 1978 13:45 | Obermayer 80' | (Poročilo) | Brandts 6' Rensenbrink 35' (pen.) Rep 36', 53' W. van de Kerkhof 82' | Stadion: Estadio Chateau Carreras, Córdoba Gledalcev: 25.050 Sodnik: John Gordon |

| 14. junij 1978 13:45 | Italija    | 0 – 0 | Zahodna Nemčija | Stadion: Estadio Monumental, Buenos Aires Gledalcev: 67.547 Sodnik: Dušan Maksimović |
| 14. junij 1978 13:45 | (Poročilo) |       |                 | Stadion: Estadio Monumental, Buenos Aires Gledalcev: 67.547 Sodnik: Dušan Maksimović |

| 18. junij 1978 16:45 | Nizozemska                     | 2 – 2      | Zahodna Nemčija            | Stadion: Estadio Chateau Carreras, Córdoba Gledalcev: 40.750 Sodnik: Ramón Barreto |
| 18. junij 1978 16:45 | Haan 27' R. van de Kerkhof 82' | (Poročilo) | Abramczik 3' D. Müller 70' | Stadion: Estadio Chateau Carreras, Córdoba Gledalcev: 40.750 Sodnik: Ramón Barreto |

| 18. junij 1978 16:45 | Italija   | 1 – 0      | Avstrija | Stadion: Estadio Monumental, Buenos Aires Gledalcev: 66.695 Sodnik: Francis Rion |
| 18. junij 1978 16:45 | Rossi 13' | (Poročilo) |          | Stadion: Estadio Monumental, Buenos Aires Gledalcev: 66.695 Sodnik: Francis Rion |

| 21. junij 1978 13:45 | Avstrija                       | 3 – 2      | Zahodna Nemčija               | Stadion: Estadio Chateau Carreras, Córdoba Gledalcev: 38.318 Sodnik: Abraham Klein |
| 21. junij 1978 13:45 | Vogts 59' (AG) Krankl 66', 87' | (Poročilo) | Rummenigge 19' Hölzenbein 72' | Stadion: Estadio Chateau Carreras, Córdoba Gledalcev: 38.318 Sodnik: Abraham Klein |

| 21. junij 1978 13:45 | Italija          | 1 – 2      | Nizozemska           | Stadion: Estadio Monumental, Buenos Aires Gledalcev: 67.433 Sodnik: Angel Franco Martínez |
| 21. junij 1978 13:45 | Brandts 19' (AG) | (Poročilo) | Brandts 49' Haan 76' | Stadion: Estadio Monumental, Buenos Aires Gledalcev: 67.433 Sodnik: Angel Franco Martínez |

#### Skupina B
| Reprezentanca | OT | Z | N | P | DG | PG | GR  | TOČ |
| ------------- | -- | - | - | - | -- | -- | --- | --- |
| Argentina     | 3  | 2 | 1 | 0 | 8  | 0  | +8  | 5   |
| Brazilija     | 3  | 2 | 1 | 0 | 6  | 1  | +5  | 5   |
| Poljska       | 3  | 1 | 0 | 2 | 2  | 5  | −3  | 2   |
| Peru          | 3  | 0 | 0 | 3 | 0  | 10 | −10 | 0   |

| 14. junij 1978 16:45 | Peru | 0 – 3      | Brazilija                       | Stadion: Estadio Ciudad de Mendoza, Mendoza Gledalcev: 31.278 Sodnik: Nicolae Rainea |
| 14. junij 1978 16:45 |      | (Poročilo) | Dirceu 15', 27' Zico 72' (pen.) | Stadion: Estadio Ciudad de Mendoza, Mendoza Gledalcev: 31.278 Sodnik: Nicolae Rainea |

| 14. junij 1978 19:15 | Argentina       | 2 – 0      | Poljska | Stadion: Estadio Gigante de Arroyito, Rosario Gledalcev: 37.091 Sodnik: Ulf Eriksson |
| 14. junij 1978 19:15 | Kempes 16', 72' | (Poročilo) |         | Stadion: Estadio Gigante de Arroyito, Rosario Gledalcev: 37.091 Sodnik: Ulf Eriksson |

| 18. junij 1978 13:45 | Peru | 0 – 1      | Poljska      | Stadion: Estadio Ciudad de Mendoza, Mendoza Gledalcev: 35.288 Sodnik: Pat Partridge |
| 18. junij 1978 13:45 |      | (Poročilo) | Szarmach 64' | Stadion: Estadio Ciudad de Mendoza, Mendoza Gledalcev: 35.288 Sodnik: Pat Partridge |

| 18. junij 1978 19:15 | Argentina  | 0 – 0 | Brazilija | Stadion: Estadio Gigante de Arroyito, Rosario Gledalcev: 37.326 Sodnik: Károly Palotai |
| 18. junij 1978 19:15 | (Poročilo) |       |           | Stadion: Estadio Gigante de Arroyito, Rosario Gledalcev: 37.326 Sodnik: Károly Palotai |

| 21. junij 1978 16:45 | Poljska  | 1 – 3      | Brazilija                             | Stadion: Estadio Ciudad de Mendoza, Mendoza Gledalcev: 39.586 Sodnik: Juan Silvagno Cavanna |
| 21. junij 1978 16:45 | Lato 45' | (Poročilo) | Nelinho 13' Roberto Dinamite 58', 63' | Stadion: Estadio Ciudad de Mendoza, Mendoza Gledalcev: 39.586 Sodnik: Juan Silvagno Cavanna |

| 21. junij 1978 19:15 | Argentina                                                 | 6 – 0      | Peru | Stadion: Estadio Gigante de Arroyito, Rosario Gledalcev: 37.315 Sodnik: Robert Wurtz |
| 21. junij 1978 19:15 | Kempes 21', 49' Tarantini 43' Luque 50', 72' Houseman 67' | (Poročilo) |      | Stadion: Estadio Gigante de Arroyito, Rosario Gledalcev: 37.315 Sodnik: Robert Wurtz |

### Za tretje mesto
| 24. junij 1978 15:00 | Brazilija              | 2 – 1      | Italija    | Stadion: Estadio Monumental, Buenos Aires Gledalcev: 69.659 Sodnik: Abraham Klein |
| 24. junij 1978 15:00 | Nelinho 64' Dirceu 71' | (Poročilo) | Causio 38' | Stadion: Estadio Monumental, Buenos Aires Gledalcev: 69.659 Sodnik: Abraham Klein |

### Finale
| 25. junij 1978 15:00 | Nizozemska   | 1 – 3 (podaljšek) | Argentina                     | Stadion: Estadio Monumental, Buenos Aires Gledalcev: 71.483 Sodnik: Sergio Gonella |
| 25. junij 1978 15:00 | Nanninga 82' | (Poročilo)        | Kempes 37', 104' Bertoni 115' | Stadion: Estadio Monumental, Buenos Aires Gledalcev: 71.483 Sodnik: Sergio Gonella |

## Statistika

### Strelci
6 golov
- Mario Kempes

5 golov
- Rob Rensenbrink
- Teófilo Cubillas

4 goli
- Leopoldo Luque
- Hans Krankl

3 goli
| - Dirceu - Roberto Dinamite | - Karl-Heinz Rummenigge - Paolo Rossi | - Johnny Rep |

2 gola
| - Daniel Bertoni - Nelinho - Heinz Flohe - Dieter Müller | - Roberto Bettega - Ernie Brandts - Arie Haan | - Zbigniew Boniek - Grzegorz Lato - Archie Gemmill |

1 gol
| - René Houseman - Daniel Passarella - Alberto Tarantini - Erich Obermayer - Walter Schachner - Reinaldo - Zico - Marc Berdoll - Bernard Lacombe - Christian Lopez - Michel Platini - Dominique Rocheteau - Rüdiger Abramczik - Bernd Hölzenbein | - Hansi Müller - Károly Csapó - András Tóth - Sándor Zombori - Iraj Danaeifard - Hassan Rowshan - Romeo Benetti - Franco Causio - Renato Zaccarelli - Víctor Rangel - Arturo Vázquez Ayala - Dick Nanninga - René van de Kerkhof | - Willy van de Kerkhof - César Cueto - José Velásquez - Kazimierz Deyna - Andrzej Szarmach - Kenny Dalglish - Joe Jordan - Juan Manuel Asensi - Dani - Thomas Sjöberg - Mokhtar Dhouieb - Néjib Ghommidh - Ali Kaabi |

Avtogoli
- Berti Vogts
- Andranik Eskandarian
- Ernie Brandts